# Кукле
Кукле (пол. Kukle) — село в Польщі, у гміні Ґіби Сейненського повіту Підляського воєводства.
Населення — 73 особи (2011).
У 1975-1998 роках село належало до Сувальського воєводства.

## Демографія
Демографічна структура станом на 31 березня 2011 року:
|          | Загалом | Допрацездатний вік | Працездатний вік | Постпрацездатний вік |
| -------- | ------- | ------------------ | ---------------- | -------------------- |
| Чоловіки | 43      | 10                 | 24               | 9                    |
| Жінки    | 30      | 5                  | 12               | 13                   |
| Разом    | 73      | 15                 | 36               | 22                   |